# Comment le brigadier joua un royaume
Comment le brigadier joua un royaume (How the Brigadier Played for a Kingdom en version originale), est une nouvelle d'Arthur Conan Doyle mettant en scène le Brigadier Gérard. Elle est parue pour la première fois dans la revue britannique Strand Magazine en décembre 1895, avant d'être reprise dans le recueil Les Exploits du Brigadier Gérard (The Exploits of Brigadier Gerard).
La nouvelle a été traduite en français par Géo Adam et publiée en mai 1898 dans l'hebdomadaire La Lecture n°30 sous le titre Comment le colonel joua une partie dont l'enjeu était un royaume. Le recueil complet des Exploits du Colonel Gérard traduit par Géo Adam est paru aux éditions Félix Juven en 1905. La nouvelle a également été traduite par Bernard Tourville en 1957 pour l'édition intégrale des œuvres d'Arthur Conan Doyle éditée par Robert Laffont, sous le titre Comment le brigadier joua un royaume.

## Résumé
Au début de l'année 1813, en pleine retraite de Russie, les colonels de cavalerie dont fait désormais partie Étienne Gérard sont rappelés en France pour organiser de nouvelles recrues après l'affaiblissement des troupes françaises décimées par le froid.
S'enfonçant en territoire allemand pour rejoindre la France, Gérard fait face à une hostilité à laquelle il ne s'attendait pas. Les Allemands qu'il croise sur son chemin ne lui montrent aucun respect. Près d'Altenbourg, un soldat allemand loyal à l'Empire explique à Gérard qu'une société secrète, le Tugendbund, est implantée dans la région et prépare un soulèvement pour chasser les Français d'Allemagne.

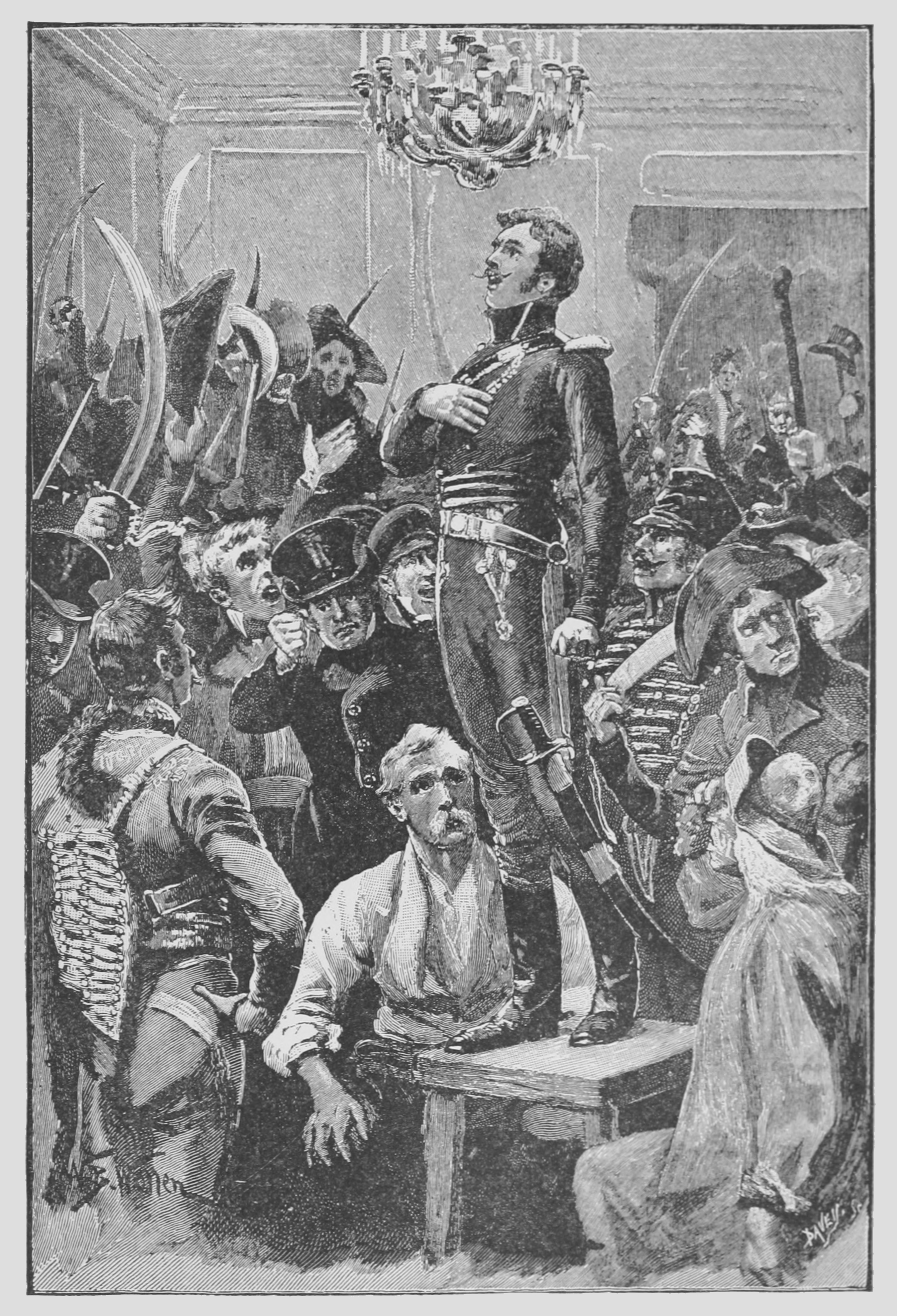
Un poète allemand, entamant un chant patriotique au château de Hof.

Poursuivant son chemin, Gérard rencontre un Français mourant, le Marquis de Château-Saint-Arnaud, victime du Tungendbund. Le Marquis remet à Gérard un message cacheté de l'Empereur destiné au Prince de Saxe-Felstein, dont le contenu devrait convaincre ce dernier de rester fidèle à l'Empire. Le Marquis, avant de mourir, prévient Gérard que la femme du Prince cherche à favoriser le soulèvement populaire.
Chargé de cette mission, Étienne Gérard part en direction du château de Hof où réside le Prince. Faisant halte dans une auberge, Gérard vient en aide à une femme qui se déclare être la comtesse Palotta, de nationalité polonaise et favorable aux Français. Gérard et la comtesse passent une partie de la soirée ensemble et Gérard se rend compte trop tard qu'il s'agissait d'une ruse : la comtesse a profité de la situation pour lui voler ses papiers ainsi que le message qu'il devait remettre au Prince de Saxe-Felstein.
Gérard se rend tout de même au château de Hof où se tient un conseil entre le Prince et ses sujets. Le Français demande à parler au Prince, mais c'est la Princesse qui vient à sa rencontre. Celle-ci n'est autre que la femme qui se faisait passer pour la comtesse Palotta. La Princesse refuse que Gérard rencontre son mari mais Gérard force le passage et arrive dans la salle où se tient le conseil.
Le militaire français, qui ignore ce que contenait exactement le message de l'Empereur, tente le tout pour le tout en affirmant au Prince que l'Empereur le nommera Roi s'il lui reste loyal, et que les troupes impériales arriveront au château dans une semaine. Au sein du conseil, un poète entame alors un chant patriotique allemand. Le Prince, ému, déclare à Gérard qu'il est prêt à se battre pour l'indépendance de son peuple. Gérard ne peut que repartir pour annoncer la nouvelle en France.
Alors que Gérard s'apprête à reprendre sa jument, des Allemands essaient de le tuer. La Princesse s'interpose pour laisser à Gérard la vie sauve malgré leur rivalité et lui rend ses papiers. Les derniers mots de la nouvelle annoncent la perte des provinces allemandes par l'Empire français.